# Supercopa espanyola de bàsquet femenina 2008
La Supercopa espanyola de bàsquet femenina 2008 fou la sisena edició de la competició. Se celebrà el 2 d'octubre de 2008 al Pavelló Municipal Font de Sant Lluís de València i fou organitzada per la Federació Espanyola de Basquetbol. Hi competiren el Ciudad Ros Casares com a campió de la Lliga Femenina 2007-08 i de la Copa de la Reina 2008, i el CB Feve San José, com a subcampió de Copa. La competició inicià la temporada 2008-09 del bàsquet femení estatal.
El Ciudad Ros Casares guanyà la final per 72 a 50, decidint-se el matx al segon quart amb un parcial de 23 a 6. Individualment, destacà l'actuació de la pivot brasilera Érika de Souza, MVP de la competició, amb 14 punts, 10 rebots, 2 assistències i 21 de valoració, per part valenciana, i, la base catalana Rosa Pérez, amb 13 punts, 6 rebots i 13 de valoració, per part castellanolleonesa. El club valencià aconseguí el seu cinquè títol de Supercopa, el tercer de forma consecutiva.

## Final
| En negreta = Equip guanyador Pts = Punts Rebs = Rebots Assist = Assistències Val = Valoració Nota: Noms dels equips segons l'època |

| 2 d'octubre de 2008 20:30 CET Informe Notícia Partit | Ciudad Ros Casares                                                             | 72–50 | CB Feve San José                                          | Pavelló Font de Sant Lluís, València Àrbitres: Ángel de Lucas de Lucas i Ricardo Bernardo Santana Morales |
| 2 d'octubre de 2008 20:30 CET Informe Notícia Partit | Resultats per quarts: 14-15, 23-6, 16-15, 19-14                                |       |                                                           | Pavelló Font de Sant Lluís, València Àrbitres: Ángel de Lucas de Lucas i Ricardo Bernardo Santana Morales |
| 2 d'octubre de 2008 20:30 CET Informe Notícia Partit | Pts: De Souza 14 Rebs: De Souza 10 Assist: Palau, Valdemoro 5 Val: De Souza 21 |       | Pts: Pérez 13 Rebs: Murphy 8 Assist: Lima 4 Val: Pérez 13 | Pavelló Font de Sant Lluís, València Àrbitres: Ángel de Lucas de Lucas i Ricardo Bernardo Santana Morales |

| Ciudad Ros Casares | CB FEVE San José |

| #          | Jugadora         | Pts | Rbs. | Ass. | Val. |
| ---------- | ---------------- | --- | ---- | ---- | ---- |
| 4          | Jana Vesela      | 8   | 4    | 1    | 13   |
| 8          | Roneeka Hodges   | 10  | 4    | 0    | 9    |
| 9          | Laia Palau       | 6   | 4    | 5    | 15   |
| 10         | Elisa Aguilar    | 2   | 2    | 3    | 1    |
| 11         | Elena Tornikidou | 10  | 5    | 1    | 10   |
| 12         | Marina Ferragut  | 1   | 4    | 0    | -1   |
| 13         | Amaya Valdemoro  | 11  | 3    | 5    | 10   |
| 14         | Érika de Souza   | 14  | 10   | 2    | 21   |
| 15         | Anna Montañana   | 10  | 2    | 4    | 8    |
| Total      | Total            | 72  | 38   | 21   | 86   |
| Entrenador |                  |     |      |      |      |
| Isma Cantó |                  |     |      |      |      |

| Campió de la Supercopa espanyola 2008 |
| ------------------------------------- |
| Ciudad Ros Casares Cinquè títol       |
| MVP                                   |
| Laia Palau                            |

| #                    | Jugadora            | Pts | Rbs. | Ass. | Val. |
| -------------------- | ------------------- | --- | ---- | ---- | ---- |
| 6                    | Rosa Pérez          | 13  | 6    | 1    | 13   |
| 7                    | Patricia Argüello   | 0   | 1    | 2    | -4   |
| 8                    | Lucila Pascua       | 3   | 2    | 0    | 1    |
| 9                    | Paula Seguí         | 8   | 3    | 0    | 2    |
| 10                   | Maria Revuelto      | 8   | 2    | 2    | 2    |
| 11                   | Cindy Lima          | 6   | 6    | 4    | 12   |
| 12                   | Kimberly Joy Butler | 0   | 1    | 0    | 0    |
| 13                   | Giuliana Mendiola   | 0   | 2    | 1    | -2   |
| 14                   | Shay Murphy         | 9   | 8    | 1    | 10   |
| 15                   | Maria Pina          | 3   | 1    | 0    | -1   |
| Total                | Total               | 50  | 32   | 11   | 33   |
| Entrenador           |                     |     |      |      |      |
| Miguel Ángel Estrada |                     |     |      |      |      |